# Região Econômica do Oeste Siberiano
A Região Econômica do Oeste Siberiano (russo: За́падно-Сиби́рский экономи́ческий райо́н, tr.: Zapadno-Sibirsky ekonomichesky rayon) é uma das doze Regiões Econômicas da Rússia.

A Rússia e a Região Econômica do Oeste Siberiano

Esta Região consiste em um vasto território plano e pantanoso, pouco povoado no norte e montanhoso no sul. Está ganhando importância econômica devido a seus recursos naturais: petróleo, carvão, madeira e água. Há grandes campos petrolíferos no Oblast de Tiumen, e a maior refinaria da Rússia está em Omsk. A bacia de Kunetsk, perto de Kemerovo e Novokuznetsk é um centro da mineração de carvão, além de produzir ferro, aço, máquinas e produtos químicos. A extração de madeira é uma indústria importante em toda a Região. As centrais hidroelétricas represam o rio Obi perto de Novosibirsk e em Kamen do Obi.
A rede navegável fluvial do rio Obi e do rio Irtysh cobre quase toda a Região, e a parte meridional é atravessada pelas ferrovias Transiberiana, Sulsiberiana e Turquestão–Sibéria.
Os produtos agrícolas mais produzidos na Região são trigo, arroz, aveia e beterraba açucareira. Também há criação de gado na Região.
A Região Econômica do Oeste Siberiano tem uma superfície de 2.427.200 km², com uma população aproximada de 15.108.000 habitantes (densidade: 6,2 hab/km²), dos quais 71% é população urbana.

## Composição
1. República de Altai
2. Krai de Altai
3. Oblast de Kemerovo
4. Oblast de Novosibirsk
5. Oblast de Omsk
6. Oblast de Tiumen
7. Oblast de Tomsk
8. Okrug Autônomo de Iamália
9. Okrug Autônomo da Khântia-Mânsia

## Indicadores socioeconômicos
As estatísticas oficiais econômicas dão um perfil positivo da Região. Não só o PIB é alto dada sua população, mas também o PIB per capta é 50% maior que a média da Federação. o que reflete a produtividade industrial. Em relação a isso, os salários estão um terço acima da média nacional. Ainda assim, a possibilidade de ser pago integramente é 14% menor que a média nacional. A economia regional depende relativamente pouco de empresas estatais.
Os níveis de bem estar social estão na média nacional em termos de expectativa de vida para homens e mulheres, assim como a proporção de estudantes em educação superior. 